# Дамаславек (гмина)
Дамаславек (пол. Damasławek) — сельская гмина (волость) в Польше, входит как административная единица в Вонгровецкий повет, Великопольское воеводство. Население — 5547 человек (на 2004 год).

## Сельские округа
1. Дамаславек
2. Домброва
3. Грунтовице
4. Колыбки
5. Копанина
6. Козельско
7. Мёнжа
8. Мендзылесе
9. Мокроносы
10. Немчин
11. Пётрковице
12. Раково
13. Смушево
14. Старенжын
15. Старенжынек
16. Стемпухово
17. Тужа
18. Висневко
19. Моджеве

## Соседние гмины
1. Гмина Голаньч
2. Гмина Яновец-Велькопольски
3. Гмина Месциско
4. Гмина Вапно
5. Гмина Вонгровец
6. Гмина Жнин